# Tsaratanana naturreservat
Tsaratanana naturreservat är ett naturreservat i Madagaskar. Det ligger i den norra delen av landet, 600 km norr om huvudstaden Antananarivo. Arean är 486 kvadratkilometer.